# Torneo de Tashkent 2014
El Tashkent Open 2014 es un torneo de tenis que se juega en canchas duras al aire libre. Es la 16.ª edición del Abierto de Tashkent, y forma parte de los torneos internacionales de la WTA. Se llevará a cabo en el Centro de Tenis de Tashkent en Tashkent, Uzbekistán, del 8 de septiembre al 14 de septiembre de 2014.

## Cabeza de serie

### Individual
| Tenista            | Ranking | Preclasificada |
| Bojana Jovanovski  | 36      | 1              |
| Irina-Camelia Begu | 61      | 2              |
| Karin Knapp        | 71      | 3              |
| Lara Arruabarrena  | 75      | 4              |
| Donna Vekić        | 79      | 5              |
| Misaki Doi         | 90      | 6              |
| Anna-Lena Friedsam | 100     | 7              |
| Danka Kovinić      | 106     | 8              |

### Dobles
| Tenista                              | Ranking | Preclasificada |
| Darija Jurak Megan Moulton-Levy      | 115     | 1              |
| Misaki Doi Oksana Kalashnikova       | 168     | 2              |
| Lyudmyla Kichenok Nadiya Kichenok    | 182     | 3              |
| Olga Govortsova Klaudia Jans-Ignacik | 184     | 4              |

## Campeonas

### Individual Femenino
Karin Knapp venció a  Bojana Jovanovski por 6–2, 7–6(7–4)

### Dobles Femenino
Aleksandra Krunić /  Kateřina Siniaková vencieron a  Margarita Gasparyan /  Alexandra Panova por 6–2, 6–1